# Tetraquide
Tetraquide o Tetracis (en griego, Τετράκις) era el nombre de una antigua ciudad situada en la costa sur del mar Negro. 
La ciudad de Tetraquide es citada en el Periplo de Pseudo-Escílax, donde se la menciona en una sucesión de ciudades griegas pertenecientes a Asiria, a continuación de Harmene.
Se desconoce el lugar exacto donde estaba localizada pero por la posición que ocupa en el Periplo de Pseudo-Excilax, tendría que estar al oeste de Sinope.